# 青春の旅情
『青春の旅情』（せいしゅんのりょじょう、原題：Return to Peyton Place）は1961年に公開されたアメリカ合衆国のドラマ映画。グレース・メタリアスによる1959年出版の同名小説を映画化した作品である。監督はホセ・フェラー。出演はキャロル・リンレイやチューズデイ・ウェルドなど。
原作は1956年に出版されたベストセラー『Peyton Place』の続編である。前作も映画化（1957年11月公開）されており、邦題は『青春物語』（1958年3月20日公開）だった。小説『Peyton Place』は、山西英一により『楡の葉のそよぐ町』もしくは『ペイトン・プレイス物語』として翻訳されている。

## あらすじ
ニューイングランドの小さな町ペイトン・プレイスに住むアリソン・マッケンジーは、町の醜聞をフィクション仕立てで暴露した小説を出版する。小説はヒットするが、彼女は町の人々から、町の恥部を暴いたとして非難を受ける。結局アリソンは、ペイトン・プレイスを離れて新しい場所で生きていくことを決意する。

## キャスト
※括弧内は日本語吹替（初回放送1972年3月19日『日曜洋画劇場』）
- アリソン・マッケンジー：キャロル・リンレイ（上田みゆき）
- ルイス・ジャックマン：ジェフ・チャンドラー（小林昭二）
- コニー：エリノア・パーカー（河村久子）
- ロベルタ・カーター夫人：メアリー・アスター
- マイク・ロッシ：ロバート・スターリング
- ラファエラ・カーター：ルチアナ・パルッツィ
- テッド：ブレット・ハルゼイ
- ニルス・ラーセン：グンナル・ヘルストロム
- セレナ・クロス：チューズデイ・ウェルド（鈴木弘子）